# Patti LaBelle/Diskografie
Diese Diskografie ist eine Übersicht über die musikalischen Werke der US-amerikanischen R&B- und Soulsängerin Patti LaBelle und ihrer Gruppe LaBelle. Den Schallplattenauszeichnungen zufolge hat sie bisher mehr als 5,9 Millionen Tonträger verkauft, davon alleine in ihrer Heimat über 5,5 Millionen. Ihre erfolgreichste Veröffentlichung ist das Album Winner in You mit über 1,1 Millionen verkauften Einheiten.

## Alben

### Studioalben
| Jahr | Titel                                 | Höchstplatzierung, Gesamtwochen, AuszeichnungChartplatzierungen (Jahr, Titel, Platzierungen, Wochen, Auszeichnungen, Anmerkungen) | Höchstplatzierung, Gesamtwochen, AuszeichnungChartplatzierungen (Jahr, Titel, Platzierungen, Wochen, Auszeichnungen, Anmerkungen) | Höchstplatzierung, Gesamtwochen, AuszeichnungChartplatzierungen (Jahr, Titel, Platzierungen, Wochen, Auszeichnungen, Anmerkungen) | Höchstplatzierung, Gesamtwochen, AuszeichnungChartplatzierungen (Jahr, Titel, Platzierungen, Wochen, Auszeichnungen, Anmerkungen) | Höchstplatzierung, Gesamtwochen, AuszeichnungChartplatzierungen (Jahr, Titel, Platzierungen, Wochen, Auszeichnungen, Anmerkungen) | Anmerkungen                                                                                 |
| Jahr | Titel                                 | DE | AT | UK | US | R&B | Anmerkungen                                                                                 |
| ---- | ------------------------------------- | --- | --- | --- | --- | --- | ------------------------------------------------------------------------------------------- |
| 1966 | Over the Rainbow                      | — | — | — | — | R&B20 (2 Wo.)R&B | Erstveröffentlichung: Mai 1966 als Patti LaBelle & the Bluebelles                           |
| 1971 | Gonna Take a Miracle                  | — | — | — | US46 (17 Wo.)US | R&B41 (7 Wo.)R&B | Laura Nyro mit LaBelle Erstveröffentlichung: 17. November 1971                              |
| 1975 | Nightbirds                            | — | — | — | US7 Gold · (28 Wo.)US | R&B4 (25 Wo.)R&B | als LaBelle Erstveröffentlichung: 13. September 1974 Platz 274 der Rolling-Stone-500 (2009) |
| 1975 | Moon Shadow                           | — | — | — | — | R&B42 (3 Wo.)R&B | als LaBelle Erstveröffentlichung: 1972                                                      |
| 1975 | Phoenix                               | — | — | — | US44 (13 Wo.)US | R&B10 (10 Wo.)R&B | als LaBelle Erstveröffentlichung: 19. August 1975                                           |
| 1976 | Chameleon                             | — | — | — | US94 (10 Wo.)US | R&B21 (25 Wo.)R&B | als LaBelle Erstveröffentlichung: 17. Juni 1976                                             |
| 1977 | Patti LaBelle                         | — | — | — | US62 (16 Wo.)US | R&B16 (22 Wo.)R&B | Erstveröffentlichung: 13. Oktober 1977                                                      |
| 1978 | Tasty                                 | — | — | — | US129 (7 Wo.)US | R&B39 (8 Wo.)R&B | Erstveröffentlichung: 23. Oktober 1978                                                      |
| 1979 | It’s Alright with Me                  | — | — | — | US145 (16 Wo.)US | R&B33 (17 Wo.)R&B | Erstveröffentlichung: 12. November 1979                                                     |
| 1980 | Released                              | — | — | — | US114 (13 Wo.)US | R&B21 (22 Wo.)R&B | Erstveröffentlichung: 24. November 1980                                                     |
| 1981 | The Spirit’s in It                    | — | — | — | US156 (4 Wo.)US | R&B43 (9 Wo.)R&B | Erstveröffentlichung: 30. November 1981                                                     |
| 1983 | I’m in Love Again                     | — | — | — | US40 Gold · (35 Wo.)US | R&B4 (46 Wo.)R&B | Erstveröffentlichung: 21. November 1983                                                     |
| 1985 | Patti                                 | — | — | — | US72 (29 Wo.)US | R&B13 (41 Wo.)R&B | Erstveröffentlichung: 11. Juli 1985                                                         |
| 1986 | Winner in You                         | DE31 (16 Wo.)DE | — | UK30 Silber · (17 Wo.)UK | US1 Platin · (30 Wo.)US | R&B1 (42 Wo.)R&B | Erstveröffentlichung: 28. April 1986                                                        |
| 1989 | Be Yourself                           | — | — | — | US86 (26 Wo.)US | R&B14 (39 Wo.)R&B | Erstveröffentlichung: 22. Juni 1989                                                         |
| 1991 | Burnin’                               | — | — | — | US71 Gold · (36 Wo.)US | R&B9 (51 Wo.)R&B | Erstveröffentlichung: 1. Oktober 1991 Grammy (Best Female R&B Vocal Performance)            |
| 1994 | Gems                                  | — | — | — | US48 Gold · (22 Wo.)US | R&B7 (38 Wo.)R&B | Erstveröffentlichung: 7. Juni 1994                                                          |
| 1997 | Flame                                 | — | — | — | US39 Gold · (21 Wo.)US | R&B10 (50 Wo.)R&B | Erstveröffentlichung: 24. Juni 1997                                                         |
| 2000 | When a Woman Loves                    | — | — | — | US63 (5 Wo.)US | R&B26 (12 Wo.)R&B | Erstveröffentlichung: 24. Oktober 2000                                                      |
| 2004 | Timeless Journey                      | — | — | — | US18 (10 Wo.)US | R&B5 (24 Wo.)R&B | Erstveröffentlichung: 4. Mai 2004                                                           |
| 2005 | Classic Moments                       | — | — | — | US24 (9 Wo.)US | R&B5 (14 Wo.)R&B | Erstveröffentlichung: 21. Juni 2005                                                         |
| 2006 | The Gospel According to Patti LaBelle | — | — | — | US86 (9 Wo.)US | R&B17 (31 Wo.)R&B | Erstveröffentlichung: 21. November 2006                                                     |
| 2007 | Miss Patti’s Christmas                | — | — | — | US174 (1 Wo.)US | R&B26 (7 Wo.)R&B | Erstveröffentlichung: 9. Oktober 2007                                                       |
| 2008 | Back to Now                           | — | — | — | US45 (2 Wo.)US | R&B9 (15 Wo.)R&B | Erstveröffentlichung: 21. Oktober 2008 als LaBelle                                          |

grau schraffiert: keine Chartdaten aus diesem Jahr verfügbar
Weitere Alben
- 1962: Patti Labelle and Her Bluebells on Stage (als Patti LaBelle & the Bluebelles)
- 1963: Sleigh Bells, Jingle Bells & Blue Belles (als Patti LaBelle & the Bluebelles)
- 1963: Sweethearts of the Apollo (als Patti LaBelle & the Bluebelles)
- 1967: Dreamer (als Patti LaBelle & the Bluebelles)
- 1971: Labelle (als LaBelle)
- 1973: Pressure Cookin’ (als LaBelle)
- 1973: Merry Christmas from Patti LaBelle and the Bluebelles (als Patti LaBelle & the Bluebelles)
- 1975: Patti LaBelle and the Bluebells (als Patti LaBelle & the Bluebelles)
- 1984: The Poet II (Bobby Womack feat. Patti LaBelle)
- 1990: This Christmas

### Livealben
| Jahr | Titel                     | Höchstplatzierung, Gesamtwochen, AuszeichnungChartplatzierungen (Jahr, Titel, Platzierungen, Wochen, Auszeichnungen, Anmerkungen) | Höchstplatzierung, Gesamtwochen, AuszeichnungChartplatzierungen (Jahr, Titel, Platzierungen, Wochen, Auszeichnungen, Anmerkungen) | Höchstplatzierung, Gesamtwochen, AuszeichnungChartplatzierungen (Jahr, Titel, Platzierungen, Wochen, Auszeichnungen, Anmerkungen) | Höchstplatzierung, Gesamtwochen, AuszeichnungChartplatzierungen (Jahr, Titel, Platzierungen, Wochen, Auszeichnungen, Anmerkungen) | Höchstplatzierung, Gesamtwochen, AuszeichnungChartplatzierungen (Jahr, Titel, Platzierungen, Wochen, Auszeichnungen, Anmerkungen) | Anmerkungen |
| Jahr | Titel                     | DE | AT | UK | US | R&B | Anmerkungen |
| ---- | ------------------------- | --- | --- | --- | --- | --- | --- |
| 1992 | Patti LaBelle Live!       | — | — | — | US135 (3 Wo.)US | R&B18 (25 Wo.)R&B | aufgenommen im Apollo Theatre in New York Erstveröffentlichung: 10. November 1992                                                        |
| 1998 | Live! One Night Only      | — | — | — | US182 (1 Wo.)US | R&B51 (3 Wo.)R&B | aufgenommen im Hammerstein Ballroom in New York Erstveröffentlichung: 22. September 1998 Grammy (Best Traditional R&B Vocal Performance) |
| 2008 | Live in Washington, D. C. | — | — | — | — | R&B43 (1 Wo.)R&B | Erstveröffentlichung: 10. Juni 2008 |

Weitere Livealben
- 1963: Sweethearts of the Apollo (als LaBelle)
- 1965: The Bluebelles on Stage (als LaBelle)
- 1998: At the Apollo (The Bluebelles feat. Patti LaBelle)

### Kompilationen
| Jahr | Titel                     | Höchstplatzierung, Gesamtwochen, AuszeichnungChartplatzierungen (Jahr, Titel, Platzierungen, Wochen, Auszeichnungen, Anmerkungen) | Höchstplatzierung, Gesamtwochen, AuszeichnungChartplatzierungen (Jahr, Titel, Platzierungen, Wochen, Auszeichnungen, Anmerkungen) | Höchstplatzierung, Gesamtwochen, AuszeichnungChartplatzierungen (Jahr, Titel, Platzierungen, Wochen, Auszeichnungen, Anmerkungen) | Höchstplatzierung, Gesamtwochen, AuszeichnungChartplatzierungen (Jahr, Titel, Platzierungen, Wochen, Auszeichnungen, Anmerkungen) | Höchstplatzierung, Gesamtwochen, AuszeichnungChartplatzierungen (Jahr, Titel, Platzierungen, Wochen, Auszeichnungen, Anmerkungen) | Anmerkungen                             |
| Jahr | Titel                     | DE | AT | UK | US | R&B | Anmerkungen                             |
| ---- | ------------------------- | --- | --- | --- | --- | --- | --------------------------------------- |
| 1982 | Best of Patti LaBelle     | — | — | — | — | R&B61 (4 Wo.)R&B | Erstveröffentlichung: 1982              |
| 1996 | Greatest Hits             | — | — | — | — | R&B58 (12 Wo.)R&B | Erstveröffentlichung: 1996              |
| 2004 | Anthology                 | — | — | — | — | R&B95 (1 Wo.)R&B | Erstveröffentlichung: 7. September 2004 |
| 2006 | The Definitive Collection | — | — | — | — | R&B36 (2 Wo.)R&B | Erstveröffentlichung: 22. August 2006   |

Weitere Kompilationen
| - 1975: The Very Best of Patti Labelle & the Bluebelles (als Patti LaBelle & the Bluebelles) - 1975: C’est la vie (als Patti LaBelle & the Bluebelles) - 1990: Best of Patti LaBelle - 1992: Down the Aisle (als Patti LaBelle & the Bluebelles) - 1993: Island of Unbroken Hearts (als Patti LaBelle & the Bluebelles) - 1993: Golden Classics (als LaBelle) - 1994: Over the Rainbow: The Atlantic Years (als Patti LaBelle & the Bluebelles) - 1995: Lady Marmalade: The Best of Patti and Labelle (mit LaBelle) - 1995: La Belle - 1997: Something Silver (als LaBelle) - 1998: You Are My Friend: The Ballads - 1998: Miss Soul | - 1999: The Best of the Early Years (als LaBelle) - 1999: The Millennium Collection: The Best of Patti LaBelle - 2001: Love Songs - 2002: Greatest Love Songs - 2003: The Essential Collection - 2004: The Best of Patti LaBelle - 2005: Gold (2 CDs) - 2006: The Essential Patti LaBelle - 2006: Beautiful Ballads - 2011: Playlist: The Very Best of Patti LaBelle - 2011: Original Album Classics (als LaBelle; Box mit 3 CDs) |

## Singles
| Jahr | Titel Album                                                                             | Höchstplatzierung, Gesamtwochen, AuszeichnungChartplatzierungen (Jahr, Titel, Album, Platzierungen, Wochen, Auszeichnungen, Anmerkungen) | Höchstplatzierung, Gesamtwochen, AuszeichnungChartplatzierungen (Jahr, Titel, Album, Platzierungen, Wochen, Auszeichnungen, Anmerkungen) | Höchstplatzierung, Gesamtwochen, AuszeichnungChartplatzierungen (Jahr, Titel, Album, Platzierungen, Wochen, Auszeichnungen, Anmerkungen) | Höchstplatzierung, Gesamtwochen, AuszeichnungChartplatzierungen (Jahr, Titel, Album, Platzierungen, Wochen, Auszeichnungen, Anmerkungen) | Höchstplatzierung, Gesamtwochen, AuszeichnungChartplatzierungen (Jahr, Titel, Album, Platzierungen, Wochen, Auszeichnungen, Anmerkungen) | Höchstplatzierung, Gesamtwochen, AuszeichnungChartplatzierungen (Jahr, Titel, Album, Platzierungen, Wochen, Auszeichnungen, Anmerkungen) | Anmerkungen | [↑]: gemeinsam behandelt mit vorhergehendem Eintrag; [←]: in beiden Charts platziert |
| Jahr | Titel Album                                                                             | DE | AT | UK | US | R&B | Dance | Anmerkungen |                                                                                      |
| ---- | --------------------------------------------------------------------------------------- | --- | --- | --- | --- | --- | --- | --- | ------------------------------------------------------------------------------------ |
| 1962 | I Sold My Heart to the Junkman Patti Labelle and Her Bluebells on Stage                 | — | — | — | US15 (11 Wo.)US | R&B13 (7 Wo.)R&B | — | Erstveröffentlichung: April 1962 Patti La Belle & Her Blue Belles Autoren: Leon Rene, Otis Rene Original: The Basin Street Boys, 1946                                             |                                                                                      |
| 1963 | Down the Aisle (The Wedding Song) Patti Labelle and Her Bluebells on Stage              | — | — | — | US37 (13 Wo.)US | R&B14 (21 Wo.)R&B | — | Erstveröffentlichung: August 1963 Patti La Belle & Her Blue Belles Autor: Anthony Levinson                                                                                        |                                                                                      |
| 1964 | You’ll Never Walk Alone Murray the K’s Greatest Holiday Show Live from the Brooklyn Fox | — | — | — | US34 (8 Wo.)US | R&B32 (5 Wo.)R&B | — | Erstveröffentlichung: Dezember 1963 Patti La Belle & Her Blue Belles Autoren: Richard Rodgers, Oscar Hammerstein Original: Christine Johnson, 1945                                |                                                                                      |
| 1964 | Danny Boy Murray the K’s Greatest Holiday Show Live from the Brooklyn Fox               | — | — | — | US76 (4 Wo.)US | — | — | Erstveröffentlichung: Dezember 1964 Patti La Belle & Her Blue Belles Autor: Frederic Weatherly Original: Ernestine Schumann-Heink, 1915 Melodie wurde bereits 1855 veröffentlicht |                                                                                      |
| 1966 | I’m Still Waiting Dreamer                                                               | — | — | — | — | R&B36 (7 Wo.)R&B | — | Erstveröffentlichung: Juli 1966 Patti La Belle & Her Blue Belles Autor: Curtis Mayfield                                                                                           |                                                                                      |
| 1966 | Take Me for a Little While Dreamer                                                      | — | — | — | US89 (2 Wo.)US | R&B36 (4 Wo.)R&B | — | Erstveröffentlichung: Dezember 1966 Patti La Belle & Her Blue Belles Autor: Trade Martin Original: Evie Sands, 1965                                                               |                                                                                      |
| 1974 | Lady Marmalade Nightbirds                                                               | DE17 (26 Wo.)DE | AT17 (8 Wo.)AT | UK17 (9 Wo.)UK | US1 Gold · (18 Wo.)US | R&B1 (18 Wo.)R&B | Dance7 (18 Wo.)Dance | Erstveröffentlichung: 5. November 1974 als LaBelle Grammy Hall of Fame Platz 485 der Rolling Stone 500 Autoren: Bob Crewe, Kenny Nolan Original: The Eleventh Hour, 1974          |                                                                                      |
| 1975 | What Can I Do for You? Nightbirds                                                       | — | — | — | US48 (6 Wo.)US | R&B8 (14 Wo.)R&B[Dance: ↑] | Dance7 (18 Wo.)Dance | Erstveröffentlichung: April 1975 als LaBelle Autor: Edward Levone Batts, James Budd Ellison                                                                                       |                                                                                      |
| 1975 | Messin’ with My Mind Phoenix                                                            | — | — | — | — | R&B19 (12 Wo.)R&B | Dance8 (9 Wo.)Dance | Erstveröffentlichung: August 1975 als LaBelle Autor: Nona Hendryx |                                                                                      |
| 1975 | Far as We Felt Like Goin’ Phoenix                                                       | — | — | — | — | R&B99 (1 Wo.)R&B | — | Erstveröffentlichung: November 1975 als LaBelle Autoren: Bob Crewe, Kenny Nolan Original: The Eleventh Hour, 1974                                                                 |                                                                                      |
| 1976 | Get You Somebody New Chameleon                                                          | — | — | — | — | R&B50 (9 Wo.)R&B | — | Erstveröffentlichung: August 1976 als LaBelle Autor: Joe Crane |                                                                                      |
| 1977 | Isn’t It a Shame Chameleon                                                              | — | — | — | — | R&B18 (15 Wo.)R&B | — | Erstveröffentlichung: Dezember 1976 als LaBelle Autor und Original: Randy Edelman, 1974                                                                                           |                                                                                      |
| 1977 | Joy to Have Your Love Patti Labelle                                                     | — | — | — | — | R&B31 (15 Wo.)R&B | — | Erstveröffentlichung: September 1977 Autoren: Ray Parker, Jr., James Ellison, Jeffrey Cohen                                                                                       |                                                                                      |
| 1977 | Dan Swit Me Patti Labelle                                                               | — | — | — | — | — | Dance29 (7 Wo.)Dance | Erstveröffentlichung: November 1977 Autoren: Ray Parker, Jr., David Rubinson, Jeffrey Cohen, Armstead Edwards                                                                     |                                                                                      |
| 1978 | You Are My Friend Patti Labelle                                                         | — | — | — | — | R&B61 (6 Wo.)R&B | — | Erstveröffentlichung: Januar 1978 Autoren: Patti LaBelle, James Ellison, Armstead Edwards                                                                                         |                                                                                      |
| 1978 | Teach Me Tonight (Me gusta tu baile) Tasty                                              | — | — | — | — | R&B51 (8 Wo.)R&B | — | Erstveröffentlichung: Mai 1978 Autoren: Patti LaBelle, James Ellison, Armstead Edwards                                                                                            |                                                                                      |
| 1978 | Little Girls Tasty                                                                      | — | — | — | — | R&B60 (7 Wo.)R&B | — | Erstveröffentlichung: Juli 1978 Autor: Allee Willis |                                                                                      |
| 1979 | It’s Alright with Me                                                                    | — | — | — | — | R&B34 (11 Wo.)R&B | — | Erstveröffentlichung: Januar 1979 Autor: Skip Scarborough |                                                                                      |
| 1979 | Music Is My Way of Life It’s Alright with Me                                            | — | — | — | — | R&B81 (5 Wo.)R&B | Dance10 (16 Wo.)Dance | Erstveröffentlichung: Mai 1979 Autoren: Marti Sharron, Gerald Lee |                                                                                      |
| 1980 | Release (The Tension) Released                                                          | — | — | — | — | R&B61 (7 Wo.)R&B | Dance48 (14 Wo.)Dance | Erstveröffentlichung: Februar 1980 Autor: Allen Toussaint |                                                                                      |
| 1980 | I Don’t Go Shopping Released                                                            | — | — | — | — | R&B26 (12 Wo.)R&B | — | Erstveröffentlichung: April 1980 Autoren: David Lasley, Peter Allen |                                                                                      |
| 1981 | The Spirit’s in It                                                                      | — | — | — | — | — | Dance49 (7 Wo.)Dance | Erstveröffentlichung: 1981 Autor: Cecil Womack, Kenny Gamble |                                                                                      |
| 1982 | The Best Is Yet to Come                                                                 | — | — | — | — | R&B14 (19 Wo.)R&B | — | Erstveröffentlichung: November 1982 Grover Washington, Jr. mit Patti LaBelle Autoren: Cynthia Biggs, Dexter Wansel                                                                |                                                                                      |
| 1983 | I’ll Never, Never Give Up I’m in Love Again                                             | — | — | — | — | — | Dance57 (8 Wo.)Dance | Erstveröffentlichung: 1983 Autoren: Leon Huff, Stephanie Huff |                                                                                      |
| 1983 | If Only You Knew I’m in Love Again                                                      | — | — | — | US46 (13 Wo.)US | R&B1 (26 Wo.)R&B | — | Erstveröffentlichung: Oktober 1983 Autoren: Cynthia Biggs, Dexter Wansel, Kenny Gamble                                                                                            |                                                                                      |
| 1984 | Love Has Finally Come at Last The Poet II                                               | — | — | — | US88 (5 Wo.)US | R&B3 (17 Wo.)R&B | — | Erstveröffentlichung: Januar 1984 mit Bobby Womack Autoren: Bobby Womack, Patrick Moten                                                                                           |                                                                                      |
| 1984 | Love, Need and Want You I’m in Love Again                                               | — | — | — | — | R&B10 (17 Wo.)R&B | — | Erstveröffentlichung: März 1984 Autoren: Bunny Sigler, Kenny Gamble |                                                                                      |
| 1984 | It Takes a Lot of Strength to Say Goodbye The Poet II                                   | — | — | — | — | R&B76 (7 Wo.)R&B | — | Erstveröffentlichung: Oktober 1984 mit Bobby Womack Autor: Chris Brubeck |                                                                                      |
| 1985 | New Attitude Beverly Hills Cop (Soundtrack)                                             | — | — | — | US17 (21 Wo.)US | R&B3 (19 Wo.)R&B | Dance1 (11 Wo.)Dance | Erstveröffentlichung: Dezember 1984 vom Soundtrack des Films Beverly Hills Cop Autoren: Bunny Hull, Jon Gilutin, Sharon Robinson                                                  |                                                                                      |
| 1985 | Stir It Up Beverly Hills Cop (Soundtrack)                                               | — | — | — | US41 (14 Wo.)US | R&B5 (14 Wo.)R&B | Dance18 (7 Wo.)Dance | Erstveröffentlichung: Juni 1985 vom Soundtrack des Films Beverly Hills Cop Autoren: Danny Sembello, Allee Sherrol Willis                                                          |                                                                                      |
| 1985 | I Can’t Forget You Patti                                                                | — | — | — | — | R&B63 (10 Wo.)R&B | — | Erstveröffentlichung: Juli 1985 Autoren: James Herbert Smith, Terri Wells |                                                                                      |
| 1986 | If You Don’t Know Me by Now Patti                                                       | — | — | — | — | R&B79 (6 Wo.)R&B | — | Erstveröffentlichung: Dezember 1985 Autoren: Leon Huff, Kenny Gamble Original: Harold Melvin and the Blue Notes, 1972                                                             |                                                                                      |
| 1986 | On My Own Winner in You                                                                 | DE18 (12 Wo.)DE | AT20 (8 Wo.)AT | UK2 Silber · (14 Wo.)UK | US1 Gold · (23 Wo.)US | R&B1 (21 Wo.)R&B | — | Erstveröffentlichung: März 1986 mit Michael McDonald Autoren: Burt Bacharach, Carole Bayer Sager                                                                                  |                                                                                      |
| 1986 | Winner in You (LP Cuts) Winner in You                                                   | — | — | — | — | — | Dance29 (6 Wo.)Dance | Erstveröffentlichung: Juni 1986 |                                                                                      |
| 1986 | Oh, People Winner in You                                                                | DE32 (8 Wo.)DE | — | UK26 (6 Wo.)UK | US29 (12 Wo.)US | R&B7 (12 Wo.)R&B | — | Erstveröffentlichung: Juli 1986 Autoren: Andy Goldmark, Bruce Roberts |                                                                                      |
| 1986 | Kiss Away the Pain Winner in You                                                        | — | — | — | — | R&B13 (16 Wo.)R&B | — | Erstveröffentlichung: September 1986 Saxophon: George Howard Autoren: Ron Kersey, Alex Brown                                                                                      |                                                                                      |
| 1987 | Something Special (Is Gonna Happen Tonight) Winner in You                               | — | — | — | — | R&B50 (8 Wo.)R&B | Dance10 (9 Wo.)Dance | Erstveröffentlichung: Januar 1987 Titellied des Films Outrageous Fortune Autoren: Allan Rich, Howie Rice                                                                          |                                                                                      |
| 1987 | Just the Facts Dragnet (Soundtrack)                                                     | — | — | — | — | R&B33 (11 Wo.)R&B | — | Erstveröffentlichung: Mai 1987 Titellied des Films Dragnet Autoren: Jimmy Jam und Terry Lewis                                                                                     |                                                                                      |
| 1989 | If You Asked Me To Be Yourself                                                          | — | — | — | US79 (5 Wo.)US | R&B10 (21 Wo.)R&B | — | Erstveröffentlichung: Juni 1989 vom Soundtrack des Films Licence to Kill Autor: Diane Warren                                                                                      |                                                                                      |
| 1989 | Yo Mister Be Yourself                                                                   | — | — | — | — | R&B6 (16 Wo.)R&B | — | Erstveröffentlichung: Oktober 1989 Autor: Prince |                                                                                      |
| 1990 | I Can’t Complain Be Yourself                                                            | — | — | — | — | R&B65 (7 Wo.)R&B | — | Erstveröffentlichung: März 1990 Autoren: Raymond Jones, Sami McKinney |                                                                                      |
| 1991 | Feels Like Another One Burnin’                                                          | — | — | — | — | R&B3 (21 Wo.)R&B | Dance17 (9 Wo.)Dance | Erstveröffentlichung: September 1991 Rap: Big Daddy Kane Autoren: Sharon Barnes, Patti LaBelle, James Budd Ellison, Michael Stokes, Big Daddy Kane                                |                                                                                      |
| 1991 | Somebody Loves You Baby (You Know Who It Is) Burnin’                                    | — | — | — | — | R&B2 (25 Wo.)R&B | — | Erstveröffentlichung: Dezember 1991 Autoren: Bunny Sigler, Eugene Curry |                                                                                      |
| 1992 | When You’ve Been Blessed (Feels Like Heaven) Burnin’                                    | — | — | — | — | R&B4 (19 Wo.)R&B | — | Erstveröffentlichung: April 1992 Autoren: Walter Sigler, James Ellison, Julie Gold, Nathaniel Wilkie, Nona Hendryx, Patti La Belle                                                |                                                                                      |
| 1992 | When You Love Somebody (I’m Saving My Love for You) Burnin’                             | — | — | — | — | R&B70 (5 Wo.)R&B | — | Erstveröffentlichung: September 1992 Autoren: Graham Lyle, Jonathan Butler |                                                                                      |
| 1992 | All Right Now Live!                                                                     | — | — | — | — | R&B30 (19 Wo.)R&B | — | Erstveröffentlichung: Oktober 1992 Autoren: Cutfather, Kenneth Karlin, Lori Perry, Sami McKinney, SoulShock                                                                       |                                                                                      |
| 1994 | The Right Kinda Lover Gems                                                              | — | — | UK50 (2 Wo.)UK | US61 (16 Wo.)US | R&B8 (25 Wo.)R&B | Dance1 (13 Wo.)Dance | Erstveröffentlichung: Mai 1994 Autoren: Ann Bennett-Nesby, James Harris III, Terry Lewis                                                                                          |                                                                                      |
| 1994 | All This Love Gems                                                                      | — | — | — | — | R&B42 (14 Wo.)R&B | — | Erstveröffentlichung: September 1994 Autor: El Debarge Original: DeBarge, 1982 |                                                                                      |
| 1995 | I Never Stopped Loving You Gems                                                         | — | — | — | — | R&B67 (11 Wo.)R&B | — | Erstveröffentlichung: Januar 1995 Autoren: Alex Brown, Kenny Moore, Sami McKinney                                                                                                 |                                                                                      |
| 1995 | Turn It Out To Wong Foo, Thanks for Everything! Julie Newmar (Soundtrack)               | — | — | — | — | — | Dance1 (12 Wo.)Dance | Erstveröffentlichung: August 1995 als LaBelle (mit Nona Hendryx und Sarah Dash) vom Soundtrack des Films To Wong Foo Autoren: Shep Pettibone, Steve Feldman                       |                                                                                      |
| 1997 | When You Talk About Love Flame                                                          | — | — | — | US56 (12 Wo.)US | R&B12 (20 Wo.)R&B | Dance1 (13 Wo.)Dance | Erstveröffentlichung: Juli 1997 inkl. Samples aus Al Greens Love and Happiness Autoren: Ann Nesby, James Wright, James Harris III, Terry Lewis                                    |                                                                                      |
| 1997 | Shoe Was on the Other Foot Flame                                                        | — | — | — | — | R&B35 (20 Wo.)R&B | Dance10 (12 Wo.)Dance | Erstveröffentlichung: September 1997 Autoren: Edwin „Tony“ Nicholas, Gerald Levert                                                                                                |                                                                                      |
| 1998 | Someone Like You Flame                                                                  | — | — | — | — | R&B43 (12 Wo.)R&B | — | Erstveröffentlichung: Januar 1998 Autoren: Jimmy Jam & Terry Lewis, James Wright                                                                                                  |                                                                                      |
| 2004 | New Day Timeless Journey                                                                | — | — | — | US93 (7 Wo.)US | R&B36 (21 Wo.)R&B | Dance11 (14 Wo.)Dance | Erstveröffentlichung: März 2004 Autoren: Patti LaBelle, Pierre Medor, Dwayne Nesmith, Jason Rome, C. Ricketts, T. Palmer                                                          |                                                                                      |
| 2004 | Gotta Go Solo –                                                                         | — | — | — | US89 (9 Wo.)US | R&B31 (23 Wo.)R&B | — | Erstveröffentlichung: August 2004 feat. Ronald Isley |                                                                                      |
| 2005 | Ain’t No Way Classic Moments                                                            | — | — | — | — | R&B62 (19 Wo.)R&B | — | Erstveröffentlichung: Juni 2005 feat. Mary J. Blige Autoren: Aretha Franklin, Carolyn Franklin Original: Aretha Franklin, 1968                                                    |                                                                                      |
| 2007 | Where Love Begins The Gospel According to Patti Labelle                                 | — | — | — | — | R&B68 (11 Wo.)R&B | — | Erstveröffentlichung: Dezember 2006 feat. Yolanda Adams |                                                                                      |
| 2007 | Anything The Gospel According to Patti Labelle                                          | — | — | — | — | R&B64 (6 Wo.)R&B | — | Erstveröffentlichung: Juli 2007 feat. Mary Mary, Kanye West und Consequence |                                                                                      |
| 2008 | Superlover Back to Now                                                                  | — | — | — | — | R&B62 (10 Wo.)R&B | Dance8 (13 Wo.)Dance | Erstveröffentlichung: November 2008 als LaBelle Autoren: Patti LaBelle, Nona Hendryx, Sarah Dash                                                                                  |                                                                                      |

grau schraffiert: keine Chartdaten aus diesem Jahr verfügbar
Weitere Singles
| - 1962: Love Me Just a Little - 1962: Tear After Tear (mit The Blue Bells) - 1962: I Found a New Love (mit The Blue Bells) - 1963: Decator Street (mit The Blue Bells) - 1963: C’est la vie (So Goes Life) (mit The Blue Bells) - 1964: One Phone Call (Will Do) (mit The Blue Bells) - 1965: All or Nothing (mit The Blue Bells) - 1966: Over the Rainbow (mit The Blue Bells) - 1966: Ebb Tide (mit The Blue Bells) - 1966: Patti’s Prayer (mit The Blue Bells) - 1967: Always Something There to Remind Me (mit The Blue Bells) - 1967: Dreamer (mit The Blue Bells) - 1967: Oh My Love (mit The Blue Bells) - 1968: He’s My Man (mit The Blue Bells) - 1969: Dance to The Rhythm of Love (mit The Blue Bells) - 1969: Pride’s No Match for Love (mit The Blue Bells) - 1970: Trustin’ in You (mit The Blue Bells) - 1971: Morning Much Better (als LaBelle) - 1972: Moon Shadow (als LaBelle) - 1972: Ain’t It Sad It’s All Over (als LaBelle) - 1972: It’s Gonna Take a Miracle (Labelle mit Laura Nyro) - 1973: Open Up Your Heart (als LaBelle) - 1973: Sunshine (Woke Me Up This Morning) (als LaBelle) - 1974: Nightbird (als LaBelle) - 1975: Are You Lonely? (als LaBelle) | - 1978: Eyes in the Back of My Head - 1979: Love and Learn - 1980: Don’t Make Your Angel Cry - 1981: Rocking Pneumonia and the Boogie Woogie Flu - 1985: Pourin’ Whiskey Blues - 1985: Shy - 1986: Beat My Heart Like a Drum - 1990: ’Twas Love - 1991: We Haven’t Finished Yet - 1992: I Don’t Like Goodbyes/Over the Rainbow (Medley) - 1992: When You’ve Been Blessed - 1997: Does He Love You - 1998: Lord’s Side - 2000: Call Me Gone - 2000: Too Many Tears, Too Many Times - 2000: Why Do We Hurt Each Other - 2001: We Are Family (mit Queen Latifah, Diana Ross, Angie Stone, Faith Evans, Luther Vandross und Joan Osborne) - 2002: Way Up There - 2005: When U Smile - 2007: What Can You Do for Me - 2007: What Do the Lonely Do at Christmas? - 2008: Something More - 2009: More Than Material |

## Videoalben
- 1985: Look to the Rainbow Tour
- 1991: Live in New York
- 2004: 20th Century Masters – The DVD Collection: The Best of Patti LaBelle

## Statistik

### Chartauswertung
|                     | DE    | CH    | UK    | US     | R&B      |
| ------------------- | ----- | ----- | ----- | ------ | -------- |
| Nummer-eins-Alben   | DE—DE | CH—CH | UK—UK | US—US  | R&B3R&B  |
| Top-10-Alben        | DE—DE | CH—CH | UK1UK | US1US  | R&B9R&B  |
| Alben in den Charts | DE1DE | CH1CH | UK3UK | US14US | R&B17R&B |

|                       | DE    | AT    | CH    | UK     | US    | R&B      | Dance        |
| --------------------- | ----- | ----- | ----- | ------ | ----- | -------- | ------------ |
| Nummer-eins-Singles   | DE—DE | AT—AT | CH—CH | UK—UK  | US—US | R&B4R&B  | Dance1Dance  |
| Top-10-Singles        | DE1DE | AT1AT | CH—CH | UK1UK  | US2US | R&B16R&B | Dance5Dance  |
| Singles in den Charts | DE3DE | AT2AT | CH2CH | UK11UK | US6US | R&B39R&B | Dance14Dance |

### Auszeichnungen für Musikverkäufe
| Goldene Schallplatte - Kanada - 1986: für die Single On My Own Platin-Schallplatte - Kanada - 1986: für das Album Winner in You |

Anmerkung: Auszeichnungen in Ländern aus den Charttabellen bzw. Chartboxen sind in ebendiesen zu finden.
| Land/RegionAuszeichnungen für Musikverkäufe (Land/Region, Auszeichnungen, Verkäufe, Quellen) | Silber     | Gold     | Platin     | Verkäufe  | Quellen         |
| -------------------------------------------------------------------------------------------- | ---------- | -------- | ---------- | --------- | --------------- |
| Kanada (MC)                                                                                  | —          | Gold1    | Platin1    | 150.000   | musiccanada.com |
| Vereinigte Staaten (RIAA)                                                                    | —          | 7× Gold7 | Platin1    | 5.500.000 | riaa.com        |
| Vereinigtes Königreich (BPI)                                                                 | 2× Silber2 | —        | —          | 260.000   | bpi.co.uk       |
| Insgesamt                                                                                    | 2× Silber2 | 8× Gold8 | 2× Platin2 |           |                 |